# Hercules and Love Affair
Hercules and Love Affair è un gruppo musicale statunitense. Secondo le parole del database AllMusic, il gruppo «ha riportato in vita e modernizzato le sonorità tipiche della post-disco e della house.»

## Storia del gruppo
Gli Hercules and Love Affair sono attivi dal 2004 e sono originari di New York. Il progetto ruota intorno al produttore e disc jockey Andrew Butler; tra i numerosi collaboratori che ne hanno fatto parte vi sono l'altro produttore Mark Pistel e le cantanti Anohni (già membro degli Anohni and the Johnsons), Rouge Mary e Nomi Ruiz.
I loro primi due singoli sono Classique #2 e Blind, entrato nella top 40 dei singoli pop britannici e oggetto di recensioni molto positive (verrà infatti dichiarato canzone dell'anno da Pitchfork nel 2008). Entrambe le tracce sono raccolte nell'album di debutto del gruppo, Hercules and Love Affair, uscito per la DFA Records il 10 marzo 2008. Il disco è stato poi promosso dall'uscita di un terzo singolo, You Belong, uscito nel 2009.
Tre anni dopo il precedente, nel gennaio 2011, è stato pubblicato il secondo album del gruppo, Blue Songs, supportato dal singolo My House. Nell'album è presente  Step Up, alla quale partecipa Kele Okereke dei Bloc Party.
Il gruppo ha anche collaborato con John Grant nel singolo I Try to Talk to You nell'album The Feast of the Broken Heart del 2014 e con Sharon Van Etten, che interpretà la title-track dell'album Omnion del 2017.
Nel 2022, Hercules and Love Affair collaborano di nuovo con Anohni su sei tracce dell'album In Amber, compresi i singoli Poisonous Storytelling e One. Il singolo principale Grace è un duetto di Andy Butler con il cantante islandese Elin Ey. La band ha anche lavorato con Budgie, il batterista dei Siouxsie and the Banshees su suggerimento di Anohni.
Il 4 settembre 2022 la band ha suonato in concerto in Italia, a Modena, all'interno della Festa de l'Unità, con una formazione di 6 elementi che include ospiti speciali Elin Ey alla voce e Budgie alla batteria.

## Formazione

### Membri attuali
- Andy Butler – produzione

### Ex membri
- Anohni – voce
- Mark Pistel – produzione
- Rouge Mary – voce
- Nomi Ruiz – voce

## Discografia

### Album in studio
- 2008 – Hercules and Love Affair
- 2011 – Blue Songs
- 2014 – The Feast of the Broken Heart
- 2017 – Omnion (Atlantic Records)
- 2022 – In Amber (Skint Records/BMG)

### Singoli
- 2008 – Classique #2
- 2008 – Blind
- 2009 – You Belong
- 2011 – My House

### Album di remix
- 2009 – Sidetracked
- 2012 – DJ Kicks: Hercules and Love Affair